# Robåt

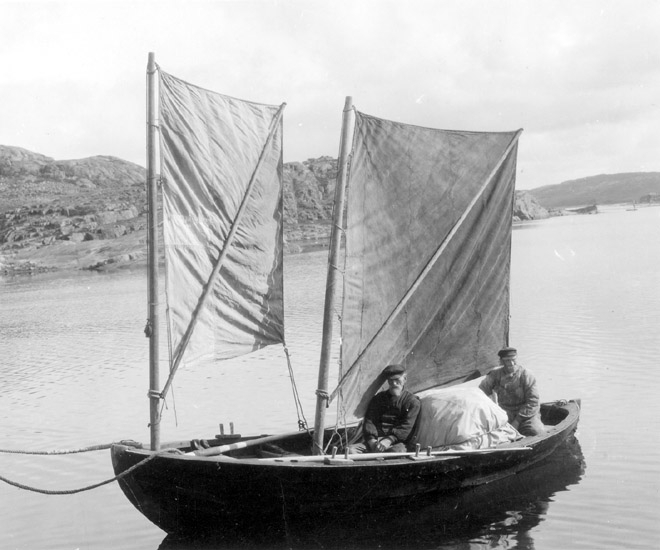
Robåt i Fjällbacka, 1929.

Robåt är en klinkbyggd rundgattad båt med sprisegelrigg som användes under första hälften av 1900-talet. Båttypen är cirka 5 meter lång och användes huvudsakligen till fiske. Den förekom främst i trakten av Fjällbacka i norra Bohuslän. Justus Åkerström och hans son Robert byggde ett större antal av denna båttyp i Fjällbacka. Namnet robåt förväxlas ofta med roddbåt eftersom en robåt också kunde ros vid stiltje.